# 노던케이
노던케이(영어: Northern Caye)는 라이트하우스 환초의 가장 큰 섬이다. 노던케이는 벨리즈의 해안으로부터 약 80km (50 마일) 떨어져 있다. 노던케이는 바다악어와 눈백로로 잘 알려져 있다. 또한, 북쪽에는 라이트 하우스 리프 에어 스트립이 위치하고 있다

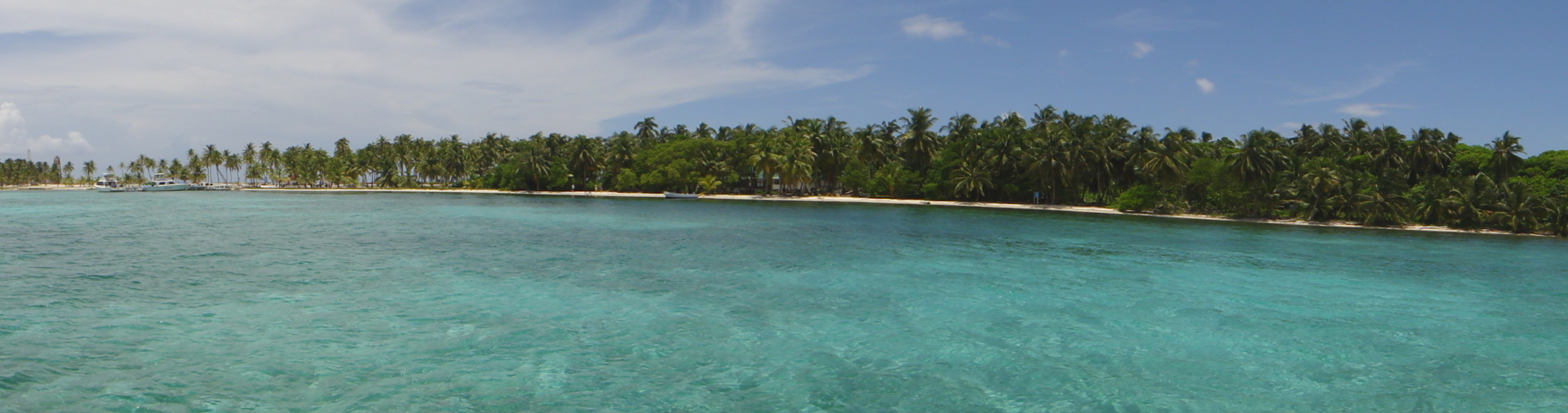
노던케이